# Getting Better
Getting Better (englisch für „Besser werden“) ist ein Lied der britischen Rockband The Beatles, das im Jahr 1967 als vierter Titel auf dem Album Sgt. Pepper’s Lonely Hearts Club Band veröffentlicht wurde. Das Lied stammt hauptsächlich von Paul McCartney. Es steht unter dem zu Beatles-Zeiten üblichen Copyright Lennon/McCartney.

## Hintergrund
Die Idee zu dem Titel geht auf Jimmie Nicol zurück, der Ringo Starr während einer Tournee für einige Konzerte vertrat und nach den Auftritten jeweils erleichtert gesagt haben soll: “It’s getting better!” (‚Es wird immer besser!‘)
Dieses Stück ist ein gutes Beispiel für die Zusammenarbeit des Komponistenduos Lennon/McCartney. Während Paul McCartney, der Hauptautor des Songs, mit einer sehr kräftigen und optimistischen Stimme singt, klingt John Lennons Stimme dünn. Auf die Refrainzeile “It’s getting better all the time” (‚Es wird immer besser‘) antwortet Lennon sarkastisch: “It can’t get no worse” (‚Schlimmer kann es nicht werden‘). Dieser die englische Grammatik in für die Umgangssprache typischer Weise unterlaufende Einfall soll ihm spontan gekommen sein, als McCartney ihm das Lied zur Probe vorspielte. John Lennon meinte, der Text beziehe sich teilweise auf ihn. Er und Paul McCartney erinnerten sich 1980 bzw. 1984 in Interviews mit dem Playboy:

“It is a diary form of writing. All that ‘I used to be cruel to my woman, I beat her and kept her apart from the things that she loved’ was me. I used to be cruel to my woman, and physically – any woman. I was a hitter. I couldn’t express myself and I hit. I fought men and I hit women.”

„Es ist etwas in der Art eines Tagebucheintrags. All dieses ‚Ich war brutal zu meiner Frau, ich schlug sie und hielt sie fern von den Dingen, die sie liebte‘, das war ich. Ich war brutal zu meiner Frau, auch körperlich – jeder Frau. Ich war ein Schläger. Ich konnte mich nicht ausdrücken, also schlug ich zu. Ich kämpfte mit Männern und ich schlug Frauen.“

“Wrote that at my house in St. John’s Wood. All I remember is that I said, ‘It’s getting better all the time,’ and John contributed the legendary line ‘It couldn’t get much worse.’ Which I thought was very good. Against the spirit of that song, which was all super-optimistic […] then there’s that lovely little sardonic line. Typical John.”

„Das schrieb ich bei mir zu Hause in St. John’s Wood. Das einzige, woran ich mich erinnern kann, ist, dass ich sagte ‚Es wird alles immer besser‘ und John kam mit der legendären Zeile ‚schlimmer könnt’ es auch nicht mehr werden‘. Das gefiel mir sehr gut. Das war total gegen die Stimmung des Lieds, die so superoptimistisch war […] und dann kommt diese nette kleine boshafte Zeile. Typisch John.“

## Aufnahmen
Die Aufnahmen fanden am 9. und 10. sowie am 21. und 23. März 1967 in den Abbey Road Studios mit dem Produzenten George Martin in London statt. Geoff Emerick war der Toningenieur der Aufnahmen. An den ersten beiden Aufnahmetagen wurde die Rhythmusspur entwickelt. George Martin spielte dabei als Instrument das Pianet, dessen Saiten direkt angeschlagen wurden, wodurch sie einen harten Klang bekamen.
Am dritten Aufnahmetag, dem 21. März 1967, soll sich John Lennon plötzlich sehr unwohl gefühlt haben. Er wurde, um frische Luft zu schnappen, von George Martin auf das Dach des Studios begleitet. Da das Studio stets von Fans umringt war, gab es keine andere Möglichkeit. Martin hatte Lennon alleine auf dem Dach ohne Brüstung zurückgelassen, wo dieser verwirrt herumlief. Die anderen Beatles erkannten wohl, dass sich Lennon auf einem LSD-Trip befand, und holten ihn, bevor er hätte abstürzen können, von der Dachkante weg.
Es wurde eine Monoabmischung am 23. März 1967 und eine Stereoabmischung am 17. April hergestellt.
Besetzung:
- John Lennon: Leadgitarre, Hintergrundgesang
- Paul McCartney: Leadgitarre, Bass, Elektrisches Klavier, Gesang
- George Harrison: Leadgitarre, Tambura, Hintergrundgesang
- Ringo Starr: Schlagzeug, Conga

## Veröffentlichung
- Am 30. Mai 1967 erschien in Deutschland das 12. Beatles-Album Sgt. Pepper’s Lonely Hearts Club Band, auf dem Getting Better enthalten ist. In Großbritannien wurde das Album am 26. Mai veröffentlicht, dort war es das neunte Beatles-Album. In den USA erschien das Album sechs Tage später, am 1. Juni, dort war es das 14. Album der Beatles.
- Am 26. Mai 2017 erschien die 50-jährige Jubiläumsausgabe des von Giles Martin und Sam Okell neuabgemischten Albums Sgt. Pepper’s Lonely Hearts Club Band (Super Deluxe Box), auf dieser befinden sich, neben der Monoversion, die bisher unveröffentlichten Versionen (Take 1 – Instrumental And Speech At The End) und (Take 12) von Getting Better.